# Малое Бисярино
 Малое Бисярино (чув. Çӗньял) — село в Тетюшском районе Татарстана.  Входит в состав Большешемякинского сельского поселения.

## География
Находится в юго-западной части Татарстана на расстоянии приблизительно 13 км на северо-запад по прямой от районного центра города Тетюши у речки Бисярка.

## История
Образовано в 1840-е годы как выселок села Большое Бисярино. В 2017 году учтено было 94 двора.

## Население
Постоянных жителей насчитывалось в 1859 – 253, в 1909 – 453, в 1989 – 210. Постоянное население составляло 175 человек (чуваши 97%) в 2002 году, 140 в 2010.